# Volkswagen Tavendor
Volkswagen Tavendor — кросовер середнього розміру з трирядними сидіннями, що виробляється німецьким автовиробником Volkswagen через спільне підприємство FAW-Volkswagen у Китаї з 2022 року. Позиціонується між більшим Talagon і меншим Tayron у лінійці позашляховиків FAW-Volkswagen.

## Огляд

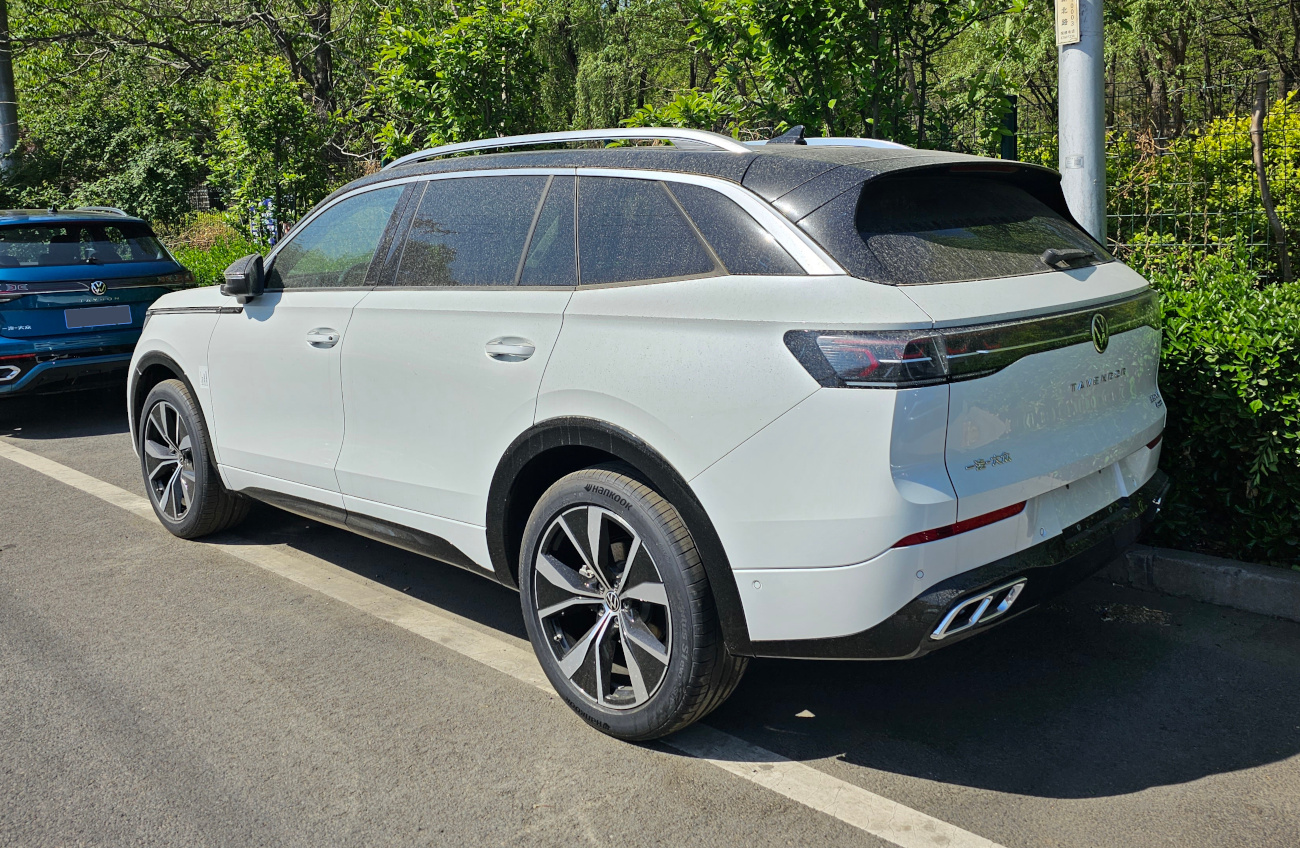
Volkswagen Tavendor вид ззаду чверть

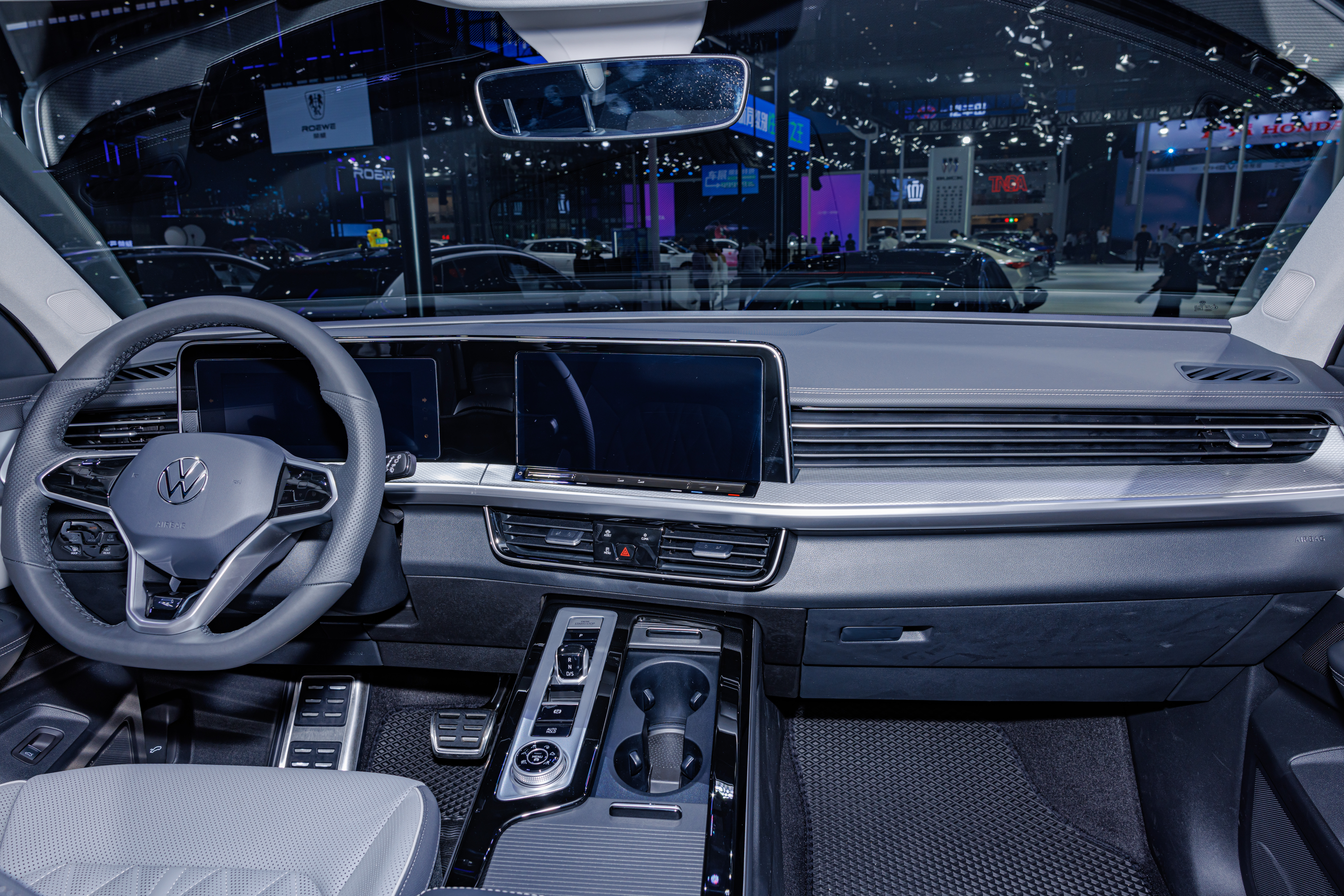
Volkswagen Tavendor вид ззаду чверть

Tavendor був представлений у серпні 2022 року. Він базується на архітектурі MQB Evo, має схожі розміри та параметри силової установки з такими ж розмірами Teramont і більшим Talagon.

### Силовий агрегат
Tavendor оснащений 2,0-літровим чотирициліндровим двигуном TSI з турбонаддувом, доступним у двох варіантах потужності. Базову модель випустять 186 PS (183 к.с.; 137 кВт), причому більш потужний варіант виробляє 220 PS (217 к.с.; 162 кВт). Обидва працюють в парі з семиступінчастою автоматичною коробкою передач DSG з переднім або повним приводом (4Motion).
| Бензинові двигуни | Бензинові двигуни          | Бензинові двигуни | Бензинові двигуни           | Бензинові двигуни      | Бензинові двигуни |
| Модель            | Об‘єм                      | Серія             | Потужність                  | Крутний момент         | Трансміссія       |
| ----------------- | -------------------------- | ----------------- | --------------------------- | ---------------------- | ----------------- |
| 2.0 '330 TSI '    | 1 984 см3 (121,1 дюйм3) І4 | EA888 (DPL)       | 186 PS (183 к. с.; 137 кВт) | 320 Н⋅м (236 фунт⋅фут) | 7-ступінчаста DSG |
| 2.0 '380 TSI'     | 1 984 см3 (121,1 дюйм3) І4 | EA888 (DKX)       | 220 PS (217 к. с.; 162 кВт) | 350 Н⋅м (258 фунт⋅фут) | 7-ступінчаста DSG |